# Ricette di sera
Ricette di sera è un programma televisivo andato in onda dall'11 giugno 2012  su Rete 4 e condotto da Davide Mengacci.

## La trasmissione
Nel programma si preparano ricette veloci e semplici affinché possano essere facilmente riprodotte dai telespettatori. Le ricette oggetto della trasmissione sono quelle della tradizione culinaria italiana.
A collaborare con Mengacci troviamo lo chef napoletano Fabio Ometo.

## Altre informazioni
- Ogni settimana ad un allievo di una scuola alberghiera è affidata la preparazione di una pietanza sotto la supervisione di Mengacci e Ometo[2].
- La trasmissione è andata in onda dal lunedì al venerdì.